# 신도길
신도길은 경기도 고양시 덕양구 삼송동 삼송역4번출구 앞과 e편한세상시티 삼송오피스텔 앞을 잇는 경기도의 도로이다.

## 연혁
- 2000년 7월 27일: 도로명으로 신도길을 고시

## 주요 경유지
경기도
- 고양시 덕양구(삼송동)

## 노선
| 이름        | 접속 노선 | 소재지 | 소재지 | 소재지 | 소재지 | 비고 |
| ----------- | --------- | ------ | ------ | ------ | ------ | ---- |
| (이름 없음) | 삼송로    | 경기도 | 고양시 | 덕양구 | 삼송동 |      |
| (이름 없음) | 신도1길   | 경기도 | 고양시 | 덕양구 | 삼송동 |      |
| (이름 없음) | 신도2길   | 경기도 | 고양시 | 덕양구 | 삼송동 |      |
| (이름 없음) | 신도3길   | 경기도 | 고양시 | 덕양구 | 삼송동 |      |
| 세솔다리    |           | 경기도 | 고양시 | 덕양구 | 삼송동 |      |
| (이름 없음) | 덕수천2로 | 경기도 | 고양시 | 덕양구 | 삼송동 |      |

## 주요 건물 및 시설
- 신도지구대 (경기도 고양시 덕양구 신도길 6)